# 治療之書
《治療之書》(英語：The Book of Healing, 阿拉伯语：‎，羅馬化：Kitāb al-Shifāʾ）是科學和哲學的百科全书，由中世紀伊朗河中地区的伊本·西那所著。他可能是在公元1014年開始寫作，1020年時完成，在1027年出版。
此書是伊本·西那在科學和哲學上的重要著作，目的是在「治療」靈魂的無知。因此雖然其名稱和醫療似乎有關，其內容主要不在探討醫學。這和他早期所著以醫學為主題，共有五卷的《醫典》恰好相反。
此書分為四部份：逻辑、自然科学、数学（當時的四术之一）和伊斯兰哲学.。其中受到許多古希腊哲学家（例如亚里士多德）、希臘化時代思想家（例如克劳狄乌斯·托勒密）、早期波斯穆斯林科學家和哲學家（例如肯迪、法拉比和比魯尼）的影響。

## 科學

### 天文學
在天文學上，此書提出了金星比太阳接近地球的理論。

### 化學
伊本·西那有關產生金屬的理論結合了煉金術的硫汞金屬理論（不過伊本·西那對炼金术是抱批判的態度）以及亚里士多德和泰奧弗拉斯托斯的矿物学理論。他開創了一個有關礦物和金屬特性的整合概念。

### 地球科學
圖爾明和古德菲爾德（1965年）曾評價伊本·西那在地质学上的貢獻
約在公元1000年時，伊本·西那已經提出了山脈起源的假說，就算是在八百年後的基督教世界，仍認為此假說很激進。
古生物學
伊本·西那也在古生物学上有貢獻，他解釋了為何會有化石的岩石。亚里士多德之前用氣態的呼吸來解釋，伊本·西那將此理論修改為石化作用流體理論（succus lapidificatus），在十三世紀被艾爾伯圖斯·麥格努斯詳細的說明，在16世紀被大多數自然历史學家所接受。

### 心理學
在《治療之書》中，伊本·西那討論心灵、心灵的存在、心靈和身體的關係、感官、知覺等。他寫到，以最常見的層次上，心靈和身體的影響可以表現在身體依照心靈希望的方式進行運動上。他進一步的寫到心靈影響身體的第二個層次是情绪和意志。例如，他提到若在鴻溝上，只有由一片木板作成的橋樑，一個人過去時，若心裡只想到自己可能跌倒，而且想到的情形非常的生動，不太可能在不跌倒的情形下過橋。
他也寫到強烈的負面情緒可能會對個體營養機能有負面的影響，甚至有可能會導致死亡。他也有討論到催眠，提到有人可以創造一些條件，讓其他人可以相信一些有關現實世界的假說。他也是第一個將人類的知覺分為五種外部感覺（古代就提到的听觉、视觉、嗅觉、味觉和体感）以及他所發現五種的內部感覺:366：
1. 常理（common sense），將感覺整合成感知。
2. imaginative faculty，保存感知的資料
3. 想象，將上述的資料進行合併和分割，是實務上的智力
4. 本能，感知質性資訊（例如好和壞、愛和恨等），形成人個性的基礎，可能受到理智影響，也有可能不受其影響
5. 記憶（intention）：將上述的內容都記憶下來。

伊本·西那也針對一些身體疾病提出了心理學的解釋，總會將身體疾病和心理疾病連在一起。他認為憂鬱（抑鬱）是一種情感障礙，人會變的多疑，發展出某種的恐懼症。他也提出憤怒意味著從憂鬱轉向狂躁的變化，也解釋人頭部的湿度對心理疾病有影響，這些是發生在呼吸改變時：幸福會增加呼吸，會人腦內的湿度增加，但若湿度超過一定值，大腦會失去理性，引發精神疾患。他也寫到有關恶梦、癫痫和記憶減退的症狀和處理方式:366。
伊本·西那常用心理學的方式對待他的病人:366。其中一個例子是一名波斯王子患有憂鬱症，妄想自己是一頭牛，會學牛叫，並且大喊：「殺了我吧，才能用我的肉作鍋好湯。」，不願意吃任何食物。有人勸說伊本·西那來治療這個病患。伊本·西那傳了訊息給病人，跟他說屠夫要來殺他，病人很高興。伊本·西那遇到王子時，拿了一把刀在手上，他問:「我要殺的牛在哪裡？」王子發出牛叫回應。躺在地上等待宰殺，伊本·西那假裝預備要殺他，說道：「這匹牛太瘦了，還不到宰殺的時候，要把牛餵飽，等牛健康而且夠肥的時候，再來殺他。」病人收到食物後，很快的吃掉了。漸漸「有體力，不再有妄想症，最後康復了。」:376

## 哲學
伊本·西那成功了調和了亞里斯多德主義、新柏拉图主义和伊斯兰教义学，在伊斯蘭黃金時代時，阿維森納主義是12世紀伊斯蘭哲學中的重要學派，伊本·西那也是當時哲學界中的權威。
阿維森納主義對中世紀的歐洲也有貢獻，其學說有探討灵魂的特性，以及其存在-本质區別的學說，以及在经院時期歐洲引起的爭議以及審查制度。在巴黎此情形格外的明顯，阿維森納主義在1210年遭到取締。不過伊本·西那的穆斯林哲學以及知識理論影響了奧弗涅的威廉和艾爾伯圖斯·麥格努斯，其形上學也影響了托马斯·阿奎那。

### 邏輯
伊本·西那在他的作品中常常探討伊斯蘭哲學中的邏輯，也發展其自有的形式系統，稱為「阿維森納逻辑」，和以亞里斯多德學說為基礎的传统逻辑不同。在十二世紀的伊斯蘭世界，處逻辑學主導地位的是阿維森納逻辑。在12世紀的拉丁語翻譯之後，他的邏輯著作也在歐洲中古作家（例如艾爾伯圖斯·麥格努斯）身上有很大的影響。
伊本·西那寫了假言三段论以及命题逻辑，兩者都是斯多噶邏輯傳統下的內容。伊本·西那也發展了「时间模态」下直言三段论的原始理論，以及归纳推理的使用，例如一致、差異和伴隨變異的方法，這是科学方法中的關鍵。

### 形上學
早期的伊斯兰哲学，雖然充斥著伊斯蘭教神學，但在本质（essence）和存在（existence）的區分上，區分的比亞里斯多德主義要清楚。存在（existence）是臨時且偶然的領域，而本质（essence）是超越偶然性的存有（being）。伊本·西那的哲學中，特別是和形上學有關的部份，許多都是源自於法拉比。在伊本·西那的作品中，有許多是對真正確定伊斯蘭哲學的追尋。
在法拉比的帶領之下，伊本·西那對存有（being）的問題展開了全方位的調查，其中他區分了本质和存在。他認為存在的事實無法從存在事物的本質來推論或是解釋，形式和物質本身也不能影響或啟始宇宙的運行，或是已存在事物的逐步實現。因此存在一定是因為因果关系，讓某一本质得以存在。若要如此，這個起因必須是存在的事物，而且和其結果並存。
伊本·西那有關神的存在性的證明是第一個本体论证明，寫在《治療之書》的「形上學」章節。這是第一次嘗試用先驗證明的方式，其中只用了直覺和理智。伊本·西那有關神存在證明的特別之處在同時是宇宙論證明及本体论证明。「此論證是本体论的，因為在智慧上的『必然存在』（necessary existence）是論證『必然存在者』（Necessary Existent）的第一個基礎。」，「此論證也是宇宙論的，因為其大部份的內容都在論證存在之物不可能獨自存在，最終一定會追溯到一個『必然存在者』（Necessary Existent）」。

### 科學哲學
在《治療之書》的「論證」章節中，伊本·西那討論科学哲学，也描述早期有關探究的科学方法。其中有討論亞里斯多德的《{{le|後分析篇|Posterior Analytics}》，而許多論點和其有所不同。伊本·西那解釋了scientific inquiry的正確方法論問題，也提出了「人要如何得到科學第一原理？」的問題。他問的是科學家要如何「在沒有更基本的前提來推斷的情形下，得到演绎科學中的最初公理或假说？」。他解釋理想的情形是人意識到「這些詞之間有一種關係，而且可以有永久、普遍的確定性。」。亞里斯多德主義認為要達到第一原理，需要透過归纳推理，伊本·西那加上了二個方式：檢驗法和实验法。伊本·西那批評亞里斯多德的归纳法，認為此方法「沒到有導到此方式聲稱要提供的，絕對且確定的前提」。取而代之是，伊本·西那所發展「作為科學探究方式的實驗方法。」。

## 外部連結
- Avicenna on the subject and the object of metaphysics （页面存档备份，存于） with a list of English translations of his philosophical works
- (AR) . archive.org （阿拉伯语）.